# Північний дендрарій (Умео)
Північний дендрарій (швед. Arboretum Norr) — дендрарій у садибі Багболе на річці Умеельвен, приблизно в 8 кілометрах на захід від центру міста Умео.

## Опис
Північний дендрарій охоплює землі площею близько 20 гектарів, з більш ніж 1600 рослинам близько 280 видів, що саджалися з 1981 року. Рослини в основному зі скандинавських країн. Одна з трьох цілей була, щоб побачити, які види виживають в екстремальних північних широтах, які в свою чергу призводять до великої різноманітності кліматичних адаптованих кущів і дерев у північній Скандинавії. Садиба в центрі парку була раніше бізнес-центром, який займався лісопильним бізнесом в дев'ятнадцятому столітті. Дві інші цілі дендрарію є: надання підтримки вивченню дерев і чагарників та залучення відвідувачів в районі села Багболе.

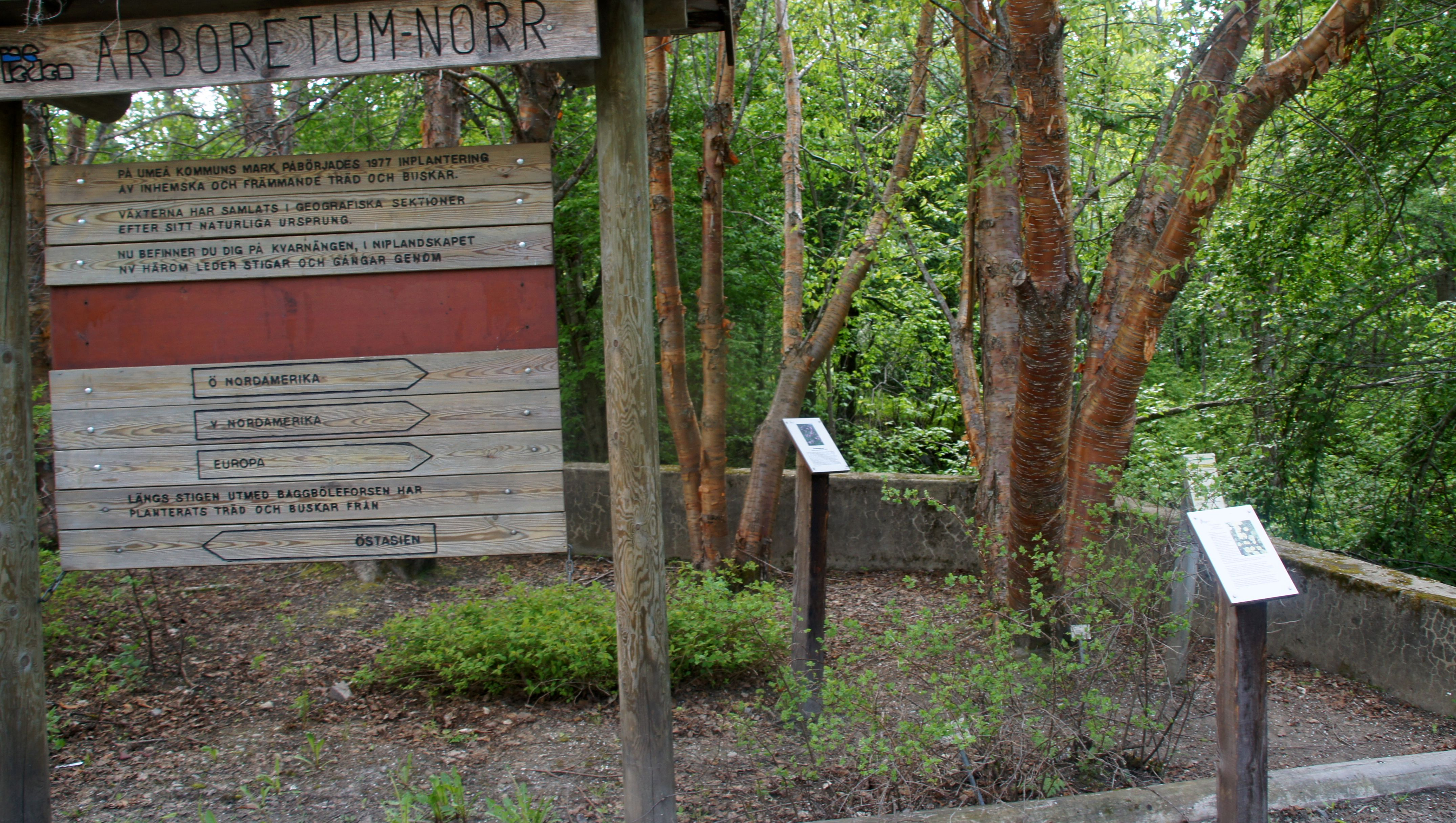
Північний дендрарій

Північний дендрарій був утворений в 1975 році через співпрацю між університетом Умео, Шведським університетом сільськогосподарських наук в Умео і міською радою. В даний час дендрарій знаходиться у веденні фонду і фінансується кількома муніципалітетами, компаніями та інших установами. Це контролюється кафедрою північній сільськогосподарської науки Шведського аграрного університету в Умео.
Парк тягнеться приблизно в милі уздовж берегів річки Умеельвен. Садиба Багболе запускається як окремий бізнес і використовується як місце проведення конференцій і як ресторан. Парк знаходиться на північному березі річки Уре по пороги.
У 2014 році парк був обраний як місце знаходження чотирьох художніх інсталяцій, які призначені як частина «Förflyttningar» арт-проекту. Проект під керівництвом трьох художників, які мають намір пов'язати мистецтво з природою. Проект отримав фінансування, тому що Умео був зроблений культурною столицею Європи в 2014 році.